# Matthias Hahn
Matthias Hahn (* 10. Januar 1965 in Rostock-Warnemünde) ist ein deutscher Handballtrainer und ehemaliger Handballspieler.

## Biografie
Hahn fing 1973 mit dem Handballspiel in der Jugend der TSG Bau Rostock an. Seine aktive Karriere begann er 1982 beim SC Empor Rostock. Aus der DDR-Oberliga wechselte er 1990 zum Zweitligisten SG VfL/BHW Hameln. Mit der Mannschaft konnte er in der ersten Saison den Aufstieg in die Bundesliga feiern. 1994 ging er zum Erstligisten SG Flensburg-Handewitt, wo er bis 2001 aktiv war. Danach half er in der Saison 2002/03 beim Zweitligisten SV Post Schwerin aus und im Frühjahr 2002, sowie in der Saison 2003/04 bei der SG Flensburg-Handewitt. Sein viertes und damit letztes Comeback gab der gelernte Bankkaufmann im Alter von fast 41 Jahren im Dezember 2005 beim Auswärtsspiel bei Concordia Delitzsch, als die beiden etatmäßigen Kreisläufer der Flensburger (Johnny Jensen und Michael V. Knudsen) verletzt waren.
Für die Nationalmannschaft der DDR sowie die deutsche Handballnationalmannschaft bestritt Hahn insgesamt 111 Länderspiele. Nach den Olympischen Spielen 1992 in Barcelona (10. Platz) trat er aus der Nationalmannschaft zurück, da er sich fortan auf seinen Verein SG Hameln konzentrieren wollte. Heiner Brand reaktivierte ihn acht Jahre später nochmals für sieben Spiele, anlässlich eines akuten Kreisläufermangels, zur Handball-EM 2000 in Norwegen. Dort belegte Hahn mit der deutschen Mannschaft am Ende den neunten Platz.
Nach seiner aktiven Karriere trainierte Hahn zunächst den Bezirksligisten SG Oeversee-Jarplund-Weding. Ab der Saison 2005/06 trainierte er das Juniorteam der SG Flensburg-Handewitt in der Regionalliga Nordost. Im Sommer 2011 beendete er seine Trainertätigkeit bei der SG Flensburg-Handewitt. Im Januar 2012 übernahm Hahn das Traineramt beim Drittligisten DHK Flensborg, den er bis zum Saisonende 2016/17 trainierte. Seit der Saison 2018/19 ist er im Nachwuchsbereich der SG Flensburg-Handewitt tätig.

## Erfolge
- 5. Platz Junioren-Weltmeisterschaft 1985
- 7. Platz Olympische Spiele 1988
- 8. Platz Weltmeisterschaft 1990
- 9. Platz Europameisterschaft 2000
- 10. Platz Olympische Spiele 1992
- Supercup-Zweiter 1989
- DDR-Meister 1986 und 1987
- FDGB-Pokalsieger 1985, 1986, 1987, 1988 und 1989
- DDR-Vizemeister 1990
- Meister 2. Bundesliga Nord 1991
- EHF-Pokal-Sieg 1997
- City-Cup-Sieg 1999
- Europapokal der Pokalsieger 2001
- Deutscher Meister 2004
- Deutscher Vizemeister 1996, 1997, 1999 und 2000